# Металлополимерные трубы
Металлополимерные трубы — это композитные трубы, состоящие из двух или более компонентов: полимерная труба, армированная сварным сетчатым металлическим каркасом или, например, алюминиевой фольгой.
Существует большое количество видов металлополимерных труб, различающихся по материалам, технологии производства, назначению и другим параметрам.
Полимерное тело трубы изготавливается преимущественно из термопластов. Каркас состоит из продольных и поперечных элементов: продольные расположены концентрично относительно центра трубы, поперечные с определенным шагом навиваются на продольные и образуют спирали.

## Применение
Область применения металлополимерных труб очень широка. Металлополимерные трубы небольшого диаметра (16—40 мм), армированные алюминиевой фольгой, успешно применяют в жилищно-коммунальном хозяйстве (водоснабжение, отопление, канализация). Металлополимерные трубы большего диаметра используют при прокладке нефтепроводов, газопроводов, технологических трубопроводов для транспортировки агрессивных сред (кислот, щелочей и продуктов с высоким содержанием солей). Металлополимерные трубы применяются при подземном и кучном выщелачивании цветных и редкоземельных металлов; также они могут быть использованы для гидротранспорта и пневмотранспорта. В морской инфраструктуре находят применение в качестве опор для различных строений.

## Типы металлополимерных труб

### Металлополимерные трубы, армированные алюминиевой фольгой
Материалом для трубы обычно служит полиэтилен (PERT, PEX и другие), перерабатываемый посредством экструзии. Листы алюминиевой фольги (толщиной от десятых долей миллиметра) свариваются между собой ультразвуковой сваркой. Для обеспечения прочной связи между полимером и металлом используется адгезив.
Качественными показателями металлополимерных труб, армированных алюминиевой фольгой, являются:
- прочность сварного шва алюминиевой фольги;
- высокая адгезия полимера с металлом;
- низкая шероховатость наружной и внутренней поверхностей трубы;
- округлость каркаса, а также равномерность распределения полимера по окружности наружного и внутреннего слоев.

#### Достоинства металлополимерных труб, армированных алюминиевой фольгой
- коррозионная и химическая стойкость;
- удобство монтажа и надежность соединений;
- широкий диапазон рабочих температур: от многократного замораживания до +95 °C (кратковременно — до +110 °C);
- высокая гибкость, способность труб сохранять изогнутую форму.

#### Недостатки металлополимерных труб, армированных алюминиевой фольгой
- возможность механических повреждений;
- низкая температурная стойкость;
- невысокий предел усталостной прочности (для труб из PEX).

### Металлополимерные трубы, армированные жёстким сетчатым каркасом
Технология производства такого типа труб может различаться; общее — это наличие жёсткого армирующего каркаса, изготовленного из отдельных элементов (проволок, полос). Производственная линия может состоять, например, из следующих компонентов:
- экструдер (для переработки полимера);
- сварочная машина (для сварки металлического каркаса);
- система охлаждения внутренней и наружной стенки трубы;
- система контроля геометрических параметров трубы;
- тянущее устройство (для протягивания трубы);
- отрезное устройство (для отрезания отрезков труб необходимой длины);
- рольганг (для размещения готовых труб).

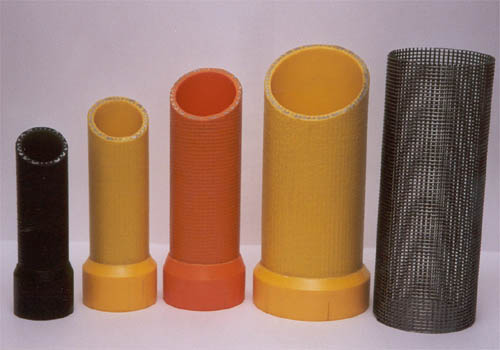
Несколько типоразмеров металлополимерных труб. Металлический каркас сваренный из проволоки.

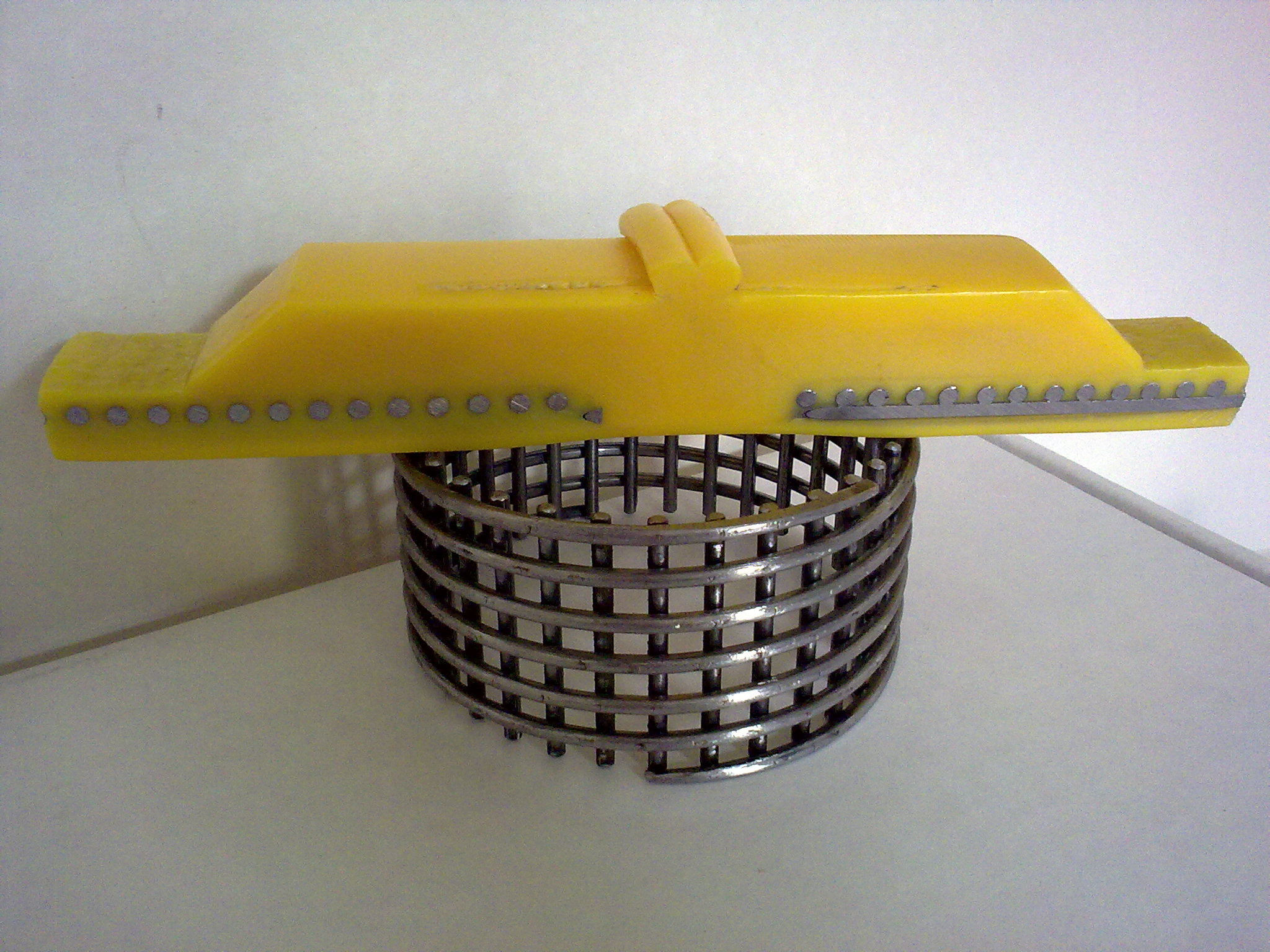
Сварное соединение металлополимерных труб. Металлический каркас.

На непрерывно перемещающиеся (посредством тянущего устройства) вдоль производственной линии продольные элементы арматуры с определенной частотой наматывается поперечная арматура. В местах пересечения поперечной (кольцевой) и продольной арматуры производится сварка контактным методом посредством вращающегося по окружности вокруг трубы цилиндрического роликового электрода.
Сваренный каркас поступает в экструзионную полость, которая при этом наполняется расплавом полимера. Внутренний диаметр трубы с очень высоким качеством поверхности (низкой шероховатостью) формируется полированным дорном, имеющим автономное охлаждение. Охлаждение наружной поверхности производится после того как труба миновала формующую втулку.
Отсутствие адгезии между полимером и металлом (адгезив не используется) в случае жёсткого каркаса способствует тому, что при воздействии на трубу изгибающих напряжений, каркас, воспринимая нагрузку на себя, упруго деформируется, а полимерное тело при этом сохраняет целостность и стойкость к растрескиванию. Этим свойством металлополимерных труб, армированных жёстким сетчатым каркасом, обусловлена прочность и одновременная гибкость эти труб.
Качественными показателями металлополимерных труб, армированных жёстким сетчатым каркасом, являются:
- прочность элементов металлического каркаса;
- прочность сварного соединения элементов металлического каркаса (если они свариваются между собой);
- низкая шероховатость внутренней полимерной поверхности трубы;
- равномерность распределения полимера по окружности относительно поперечного сечения каркаса.

#### Достоинства металлополимерных труб, армированных жёстким сетчатым каркасом
- высокая прочность трубы;
- высокая коррозионная и химическая стойкость;
- легкий вес;
- продолжительный период эксплуатации.

#### Недостатки металлополимерных труб, армированный жёстким сетчатым каркасом
- сложная технология изготовления;
- невысокая гибкость;
- существенное снижение прочностных качеств при понижении и повышении рабочей температуры.

## История применения в СССР
Острая необходимость в освоении добычи редкоземельных металлов методом подземного выщелачивания обусловила востребованность обсадного материала, способного выдерживать давление земной коры (горное давление) на глубинах до 700 м, а также обеспечивать безаварийную работу (без ремонтов и без сооружения новых скважин взамен вышедших из строя) в течение всего срока работы технологической скважины.
Коллективом инженеров по заказу Министерства среднего машиностроения СССР была спроектирована и испытаны первые образцы металлополимерной трубы.
С 1977 г. МПТ используется для строительства трубопроводов, колонн обсадных труб, при выщелачивании редкоземельных металлов, в жилищно-коммунальном секторе и других отраслях народного хозяйства.
В настоящее время основная технология производства МПТ осталась неизменной. Благодаря развитию технологии материалов появилась возможность использовать в качестве тела трубы высококачественные полимеры с повышенной стойкостью к внешним условиям (температура, механическое разрушение, химическое воздействие).

## Сравнение с другими типами труб
Металлополимерные трубы объединяют в себе высокую прочность металлических труб и химическую стойкость и долговечность полимерных (полиэтиленовых, пластиковых).
Трубопроводы, изготовленные из металлополимерных труб, могут эксплуатироваться без ремонта несколько десятков лет, в отличие от металлических трубопроводов, подверженных коррозии. В целях повышения химической и коррозионной стойкости металлические трубопроводы в таких случаях покрывают гальваническими растворами или изготавливают из специальных сплавов; в этом случае цена погонного метра трубы и стоимость прокладки трубопровода увеличивается многократно.
Прочность металлополимерных труб выше прочности обычных полимерных труб за счет армирующего металлического каркаса. В некоторых металлополимерных трубах этот каркас выполняет и другие функции, помимо непосредственно восприятия нагрузки. Например, в пятислойной металлополимерной трубе из полиэтилена, алюминиевая фольга, кроме того, что позволяет придать трубе определенную форму, изогнув её, также является барьером, ограничивающим перемещение кислорода между внутренним слоем полимера и наружным.

## Перспективы развития индустрии металлополимерных труб
Совершенствование технологии производства металлополимерной трубы, в частности, разработки новых видов металлического каркаса, более прочного и эффективного, предоставляет возможность сократить долю полимера в массе трубы, что в свою очередь позволяет производить трубы на основе дорогих высококачественных полимеров.
Использование в качестве сырья для изготовления металлополимерных труб высококачественных полимеров, более стойких к химическому воздействию и более прочных, чем используемые в настоящее время полиэтилен, полипропилен, поливинилхлорид и другие, позволит значительно расширить сферу применения металлополимерных труб.

## Нормативные документы
- СП 41-102-98 (МСП 4.02-101-98). Проектирование и монтаж трубопроводов систем отопления с использованием металлополимерных труб.
- ТУ 2290-001-12333095-01 взамен ТУ 2290-001-12333095-96. Металлопластовые трубы.